# UFC 6
UFC 6: Clash of the Titans è stato il sesto evento di arti marziali miste organizzato dall'Ultimate Fighting Championship il 14 luglio 1995, al Casper Events Center a Casper, Wyoming. L'evento è stato visto dal vivo in pay per view negli Stati Uniti e successivamente pubblicato in home video.

## Retroscena
UFC 6 prevedeva l'incoronazione del primo Campione UFC a vincere il titolo in un formato non torneo. Il campione sarebbe stato il vincitore di UFC 6. Inoltre c'era un secondo incontro di attrazione speciale, chiamato "The Superfight" (successivamente promosso campione dei pesi massimi), che continuò da UFC 5 poiché non c'era nessun vincitore ufficiale nel precedente Superfight. UFC 6 prevedeva anche un torneo da otto uomini e due combattimenti alternativi che non sono stati mostrati nella trasmissione live pay-per-view. Il torneo non aveva classi di peso o limiti di peso. Ogni partita non aveva round; quindi non sono stati utilizzati giudici per la notte. È stato imposto un limite di tempo di 20 minuti per le partite dei quarti di finale e delle semifinali del torneo. Le finali del torneo e del Superfight avevano un limite di tempo di 30 minuti e, se necessario, cinque minuti supplementari.
Questo evento ha continuato il formato Superfight di UFC 5 per determinare il campione in carica dell'UFC che i vincitori del torneo dovranno affrontare. Ken Shamrock è rimasto al suo posto e il suo avversario era il campione di UFC 5 Dan Severn in una partita di campionato soprannominata "Clash of the Titans".
L'arbitro della serata era['Big' John McCarth], e Michael Buffer è stato l'annunciatore ospite per la serata. Ron Van Clief è stato il primo e unico commissario dell'UFC all'evento. Taimak ha officiato gli incontri preliminari di UFC 6 e UFC 7.

## Risultati
- Eventuale ripescaggio nel torneo:  Anthony Macias contro  Ali Gipson

Macias sconfisse Gipson per sottomissione (pugni) a 3:06.
- Eventuale ripescaggio nel torneo:  Joel Sutton contro  Jack McLaughlin

Sutton sconfisse McLaughlin per sottomissione (pugni) a 2:01.
- Quarti di finale del torneo:  Oleg Taktarov contro  Dave Beneteau

Taktarov sconfisse Beneteau per sottomissione (Rear-Naked Choke) a 0:57.
- Quarti di finale del torneo:  Patrick Smith contro  Rudyard Moncayo

Smith sconfisse Moncayo per sottomissione (Rear-Naked Choke) a 1:08. Smith non poté proseguire il torneo a causa di crampi allo stomaco e venne sostituito da Anthony Macias.
- Quarti di finale del torneo:  Paul Varelans contro  Cal Worsham

Varelans sconfisse Worsham per KO (gomitata) a 1:02.
- Quarti di finale del torneo:  Tank Abbott contro  John Matua

Abbott sconfisse Matua per KO (pugno) a 0:20.
- Semifinale del torneo:  Oleg Taktarov contro  Anthony Macias

Taktarov sconfisse Macias per sottomissione (Guillottine Choke) a 0:09.
- Semifinale del torneo:  Tank Abbott contro  Paul Varelans

Abbott sconfisse Varelans per KO tecnico (pugni) a 1:53.
- Finale del torneo:  Oleg Taktarov contro  Tank Abbott

Taktarov sconfisse Abbott per sottomissione (Rear-Naked Choke) a 17:45 e vinse il torneo UFC 6.
- Incontro per il titolo Superfight:  Ken Shamrock contro  Dan Severn

Shamrock sconfisse Severn per sottomissione (Guillottine Choke) a 2:14 e divenne il primo campione UFC Superfight.